# Bonnières (Pas de Calais)
Bonnières és un municipi francès situat al departament del Pas de Calais i a la regió dels Alts de França. L'any 2007 tenia 615 habitants.

## Demografia

### Població
El 2007 la població de fet de Bonnières era de 615 persones. Hi havia 232 famílies de les quals 60 eren unipersonals (20 homes vivint sols i 40 dones vivint soles), 80 parelles sense fills, 80 parelles amb fills i 12 famílies monoparentals amb fills.
La població ha evolucionat segons el següent gràfic:
Habitants censats

### Habitatges
El 2007 hi havia 281 habitatges, 242 eren l'habitatge principal de la família, 11 eren segones residències i 28 estaven desocupats. 277 eren cases i 3 eren apartaments. Dels 242 habitatges principals, 195 estaven ocupats pels seus propietaris, 38 estaven llogats i ocupats pels llogaters i 9 estaven cedits a títol gratuït; 2 tenien una cambra, 6 en tenien dues, 9 en tenien tres, 36 en tenien quatre i 189 en tenien cinc o més. 199 habitatges disposaven pel capbaix d'una plaça de pàrquing. A 112 habitatges hi havia un automòbil i a 106 n'hi havia dos o més.

### Piràmide de població
La piràmide de població per edats i sexe el 2009 era:
| Homes | Edats   | Dones |
| ----- | ------- | ----- |
| 0     | 95 o +  | 0     |
| 0     | 90 a 94 | 0     |
| 4     | 85 a 89 | 20    |
| 4     | 80 a 84 | 4     |
| 8     | 75 a 79 | 20    |
| 12    | 70 a 74 | 20    |
| 20    | 65 a 69 | 20    |
| 12    | 60 a 64 | 12    |
| 20    | 55 a 59 | 4     |
| 44    | 50 a 54 | 32    |
| 17    | 45 a 49 | 24    |
| 16    | 40 a 44 | 16    |
| 36    | 35 a 39 | 20    |
| 8     | 30 a 34 | 8     |
| 20    | 25 a 29 | 20    |
| 12    | 20 a 24 | 0     |
| 12    | 15 a 19 | 32    |
| 28    | 10 a 14 | 28    |
| 8     | 5 a 9   | 20    |
| 16    | 0 a 4   | 4     |

## Economia
El 2007 la població en edat de treballar era de 375 persones, 264 eren actives i 111 eren inactives. De les 264 persones actives 233 estaven ocupades (138 homes i 95 dones) i 31 estaven aturades (12 homes i 19 dones). De les 111 persones inactives 49 estaven jubilades, 27 estaven estudiant i 35 estaven classificades com a «altres inactius».

### Ingressos
El 2009 a Bonnières hi havia 247 unitats fiscals que integraven 662 persones, la mediana anual d'ingressos fiscals per persona era de 15.786 €.

### Activitats econòmiques
Dels 16 establiments que hi havia el 2007, 1 era d'una empresa extractiva, 1 d'una empresa alimentària, 6 d'empreses de construcció, 3 d'empreses de comerç i reparació d'automòbils, 1 d'una empresa de transport, 2 d'empreses immobiliàries i 2 d'empreses de serveis.
Dels 5 establiments de servei als particulars que hi havia el 2009, 2 eren guixaires pintors, 2 fusteries i 1 empresa de construcció.
Dels 2 establiments comercials que hi havia el 2009, 1 era una botiga de menys de 120 m² i 1 una fleca.
L'any 2000 a Bonnières hi havia 33 explotacions agrícoles que ocupaven un total de 2.304 hectàrees.

## Equipaments sanitaris i escolars
El 2009 hi havia una escola elemental integrada dins d'un grup escolar amb les comunes properes formant una escola dispersa.

## Poblacions més properes
El següent diagrama mostra les poblacions més properes.